# Traun (település)
Traun osztrák város Felső-Ausztria Linzvidéki járásában. 2020 januárjában 24 756 lakosa volt.

## Elhelyezkedése

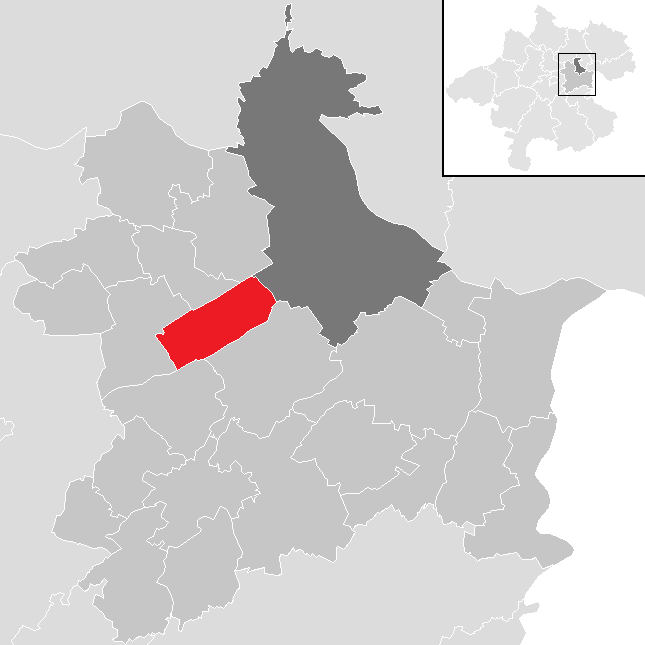
Traun a Linzvidéki járásban

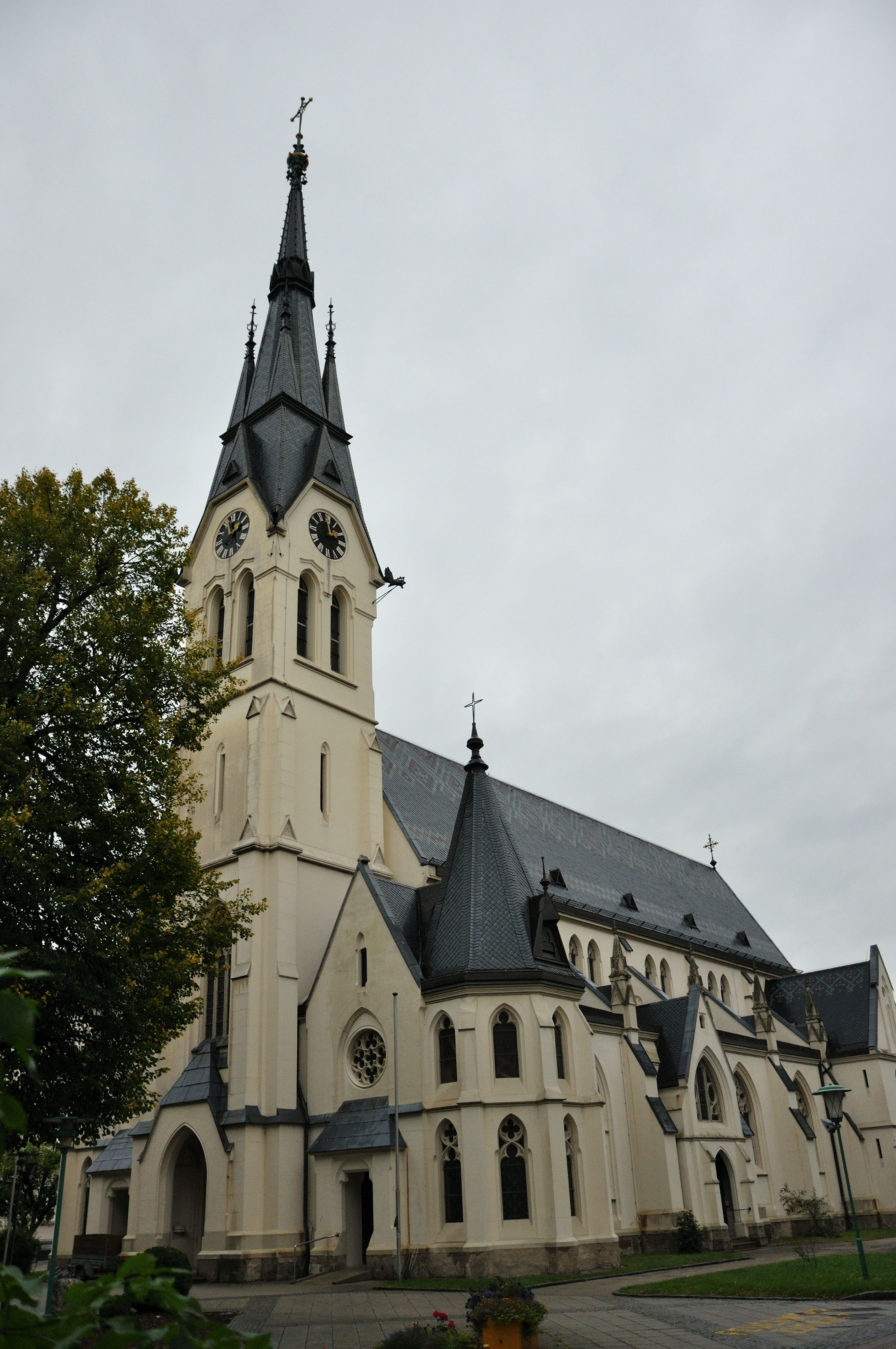
A Szt. Dénes-plébániatemplom

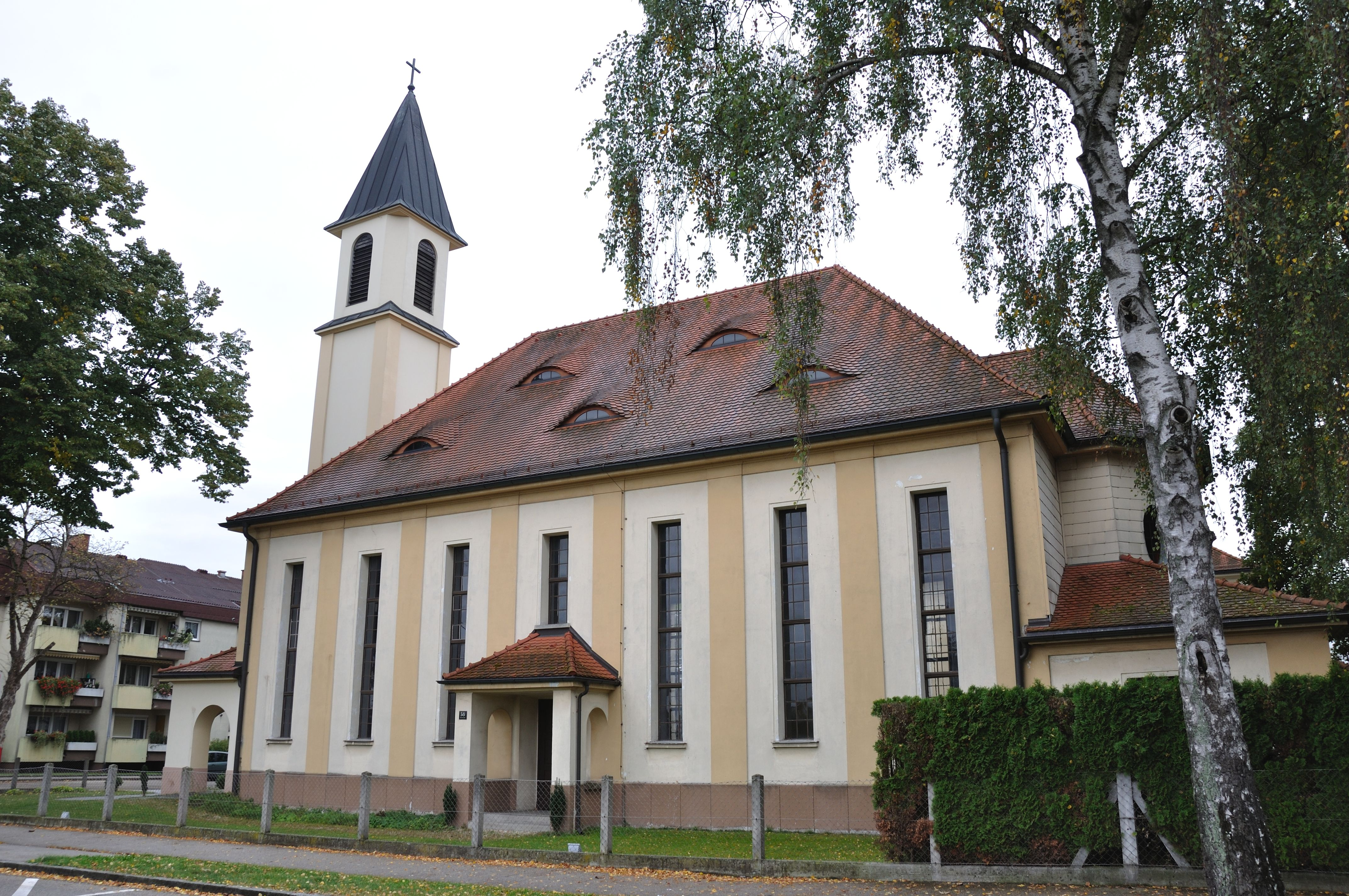
Az evangélikus templom

Traun a tartomány Traunviertel régiójában fekszik a Traun bal partján, közvetlenül Linz mellett. Területének 11,7%-a erdő, 48,1% áll mezőgazdasági művelés alatt. Az önkormányzat négy városrészt egyesít: Oedt (3000 lakos 2020-ban), St. Dionysen (2994 fő), St. Martin (6930 fő) és Traun (11 679 fő).
A környező önkormányzatok: északkeletre Linz, délkeletre Ansfelden, délre Pucking, nyugatra Hörsching, északra Pasching és Leonding.  

## Története
A Traun folyó első írásbeli említése kb. 790-ből származik. Településként egy 813–824 között kelt birtokadományozó oklevélben szerepelt először. Várát 1113-ban említik elsőként. A várat 1560-ban reneszánsz, 1725-ben barokk kastéllyá alakították át. 1784-ben megépült az első iskola, egy évvel később a településhez csatolták a szomszédos Oedtet és St. Dionysent.
A 19. század közepén gyors iparosodás kezdődött, textil-, papír-, fonal-, ecetgyártó üzemek létesültek. 1882-ben elkészült az új neogótikus katolikus templom. Két évvel később a kastély akkori birtokosai, az Abensperg-Traun grófok visszavonultak alsó-ausztriai birtokukra.
A második világháború után a község lakossága a keleti menekültek befogadása miatt több mint 50%-kal megnőtt, majd gyors növekedésbe kezdett a Linzből kiköltözők miatt; 2000-re elérte a háború előtti létszám négyszeresét. 1973-ban „Ausztria legnagyobb falvát” városi rangra emelték.

## Lakosság
A trauni önkormányzat területén 2020 januárjában 24 756 fő élt. A lakosságszám 1923 óta gyarapodó tendenciát mutat. 2018-ban az itt lakók 75,7%-a volt osztrák állampolgár; a külföldiek közül 1,6% a régi (2004 előtti), 9,1% az új EU-tagállamokból érkezett. 9,9% a volt Jugoszlávia (Szlovénia és Horvátország nélkül) vagy Törökország, 3,7% egyéb országok polgára volt. 2001-ben a lakosok 59,7%-a római katolikusnak, 9,1%-a evangélikusnak, 4%-a ortodoxnak, 11%-a mohamedánnak, 13,5%-a pedig felekezeten kívülinek vallotta magát. Ugyanekkor 120 magyar élt a városban; a legnagyobb nemzetiségi csoportokat a német (78,9%) mellett a horvátok (5,2%), a törökök (4,7%), a szerbek (4,7%) és a bosnyákok (2%) alkották.
A népesség változása:

| 2016 | 24 066 |
| 2018 | 24 477 |

## Látnivalók
- a trauni kastély
- a Szt. Dénes-plébániatemplom
- az evangélikus templom
- a városi galéria

## Fordítás
- Ez a szócikk részben vagy egészben  a   Traun (Stadt) című német Wikipédia-szócikk ezen változatának fordításán alapul.  Az eredeti cikk szerkesztőit annak laptörténete sorolja fel. Ez a jelzés csupán a megfogalmazás eredetét és a szerzői jogokat jelzi, nem szolgál a cikkben szereplő információk forrásmegjelöléseként.